# Kamini Roy
Kamini Roy (ur. 12 października 1864 w Jhalokati w Bengalu, zm. 27 września 1933 w Hazaribadzie) – indyjska poetka, feministka, działaczka społeczna. Pierwsza kobieta w Indiach Brytyjskich, która ukończyła studia z wyróżnieniem.

## Życiorys
Urodziła się we wsi Basunda (wówczas w dystrykcie Bakerganj w Bengalu, obecnie w dystrykcie Jhalokati w Bangladeszu). W 1883 rozpoczęła naukę w szkole w Bethune. W 1886 uzyskała tytuł magistra i dyplom z wyróżnieniem na Uniwersytecie w Kolkacie. W tym samym roku rozpoczęła tam pracę.
Nisith Chandra Sen, jej brat, był znanym adwokatem w Sądzie Najwyższym w Kolkacie, później burmistrzem miasta. Siostra Kamini, Jamini, była lekarką domową nepalskiej rodziny królewskiej.
W 1894 Kamini wyszła za mąż za Kedarnatha Roya.
Myślą feministyczną zainspirowała ją koleżanka ze studiów w Bethune College, Abala Bose. Przemawiając do uczennic szkoły dla dziewcząt w Kolkacie, Roy powiedziała: celem edukacji kobiet było przyczynienie się do ich wszechstronnego rozwoju i realizacji ich potencjału. W jej eseju Owoc drzewa wiedzy napisanym po bengalsku czytamy: Męskie pragnienie rządzenia jest główną, jeśli nie jedyną przeszkodą w oświeceniu kobiet… Są niezwykle podejrzliwi wobec emancypacji kobiet. Czemu? Ten sam stary strach – „Aby nie stały się takie jak my”.
W 1921 była jedną z przywódców organizacji utworzonej w celu walki o prawa wyborcze kobiet. Rada Legislacyjna Bengalu przyznała kobietom ograniczone prawo wyborcze w 1925. Po raz pierwszy kobiety skorzystały z niego podczas wyborów w 1926. Kamini Roy była członkinią Komisji Śledczej ds. Pracy Kobiet (1922–1923).
Wspierała młodszych pisarzy i poetów, w tym Sufię Kamal. W 1930 była przewodniczącą Bengalskiej Konferencji Literackiej, a w latach 1932–1933 wiceprzewodniczącą Bangiya Sahitya Parishad.
Wpływ na nią miał poeta Rabindranath Tagore i literatura sanskrycka. Uniwersytet w Kolkacie uhonorował ją Złotym Medalem Jagattarini.

## Upamiętnienie
12 października 2019, w 155 rocznicę urodzin, Google upamiętniło ją za pomocą Google Doodle. Do obrazka dodano słowa Kamini Roy: Dlaczego kobieta miałaby być zamknięta w domu i pozbawiona należnego jej miejsca w społeczeństwie?.